# Labeo rohita
Labéo Roho
Espèce
Synonymes
- Cyprinus rohita Hamilton, 1822[1]
- Rohita buchanani Valenciennes, 1842[1]
- Rohita duvaucelli Valenciennes, 1842[1]

Statut de conservation UICN

 LC  : Préoccupation mineure
Labeo rohita, communément appelé Labéo Roho en français, est une espèce de poissons d'eau douce essentiellement d'Asie, proche de la carpe, qui appartient à la famille des Cyprinidés. Son nom vernaculaire hindi est Rohu, et il est aussi nommé Rui au Bangladesh et Rou en Inde du Nord-Est. Attention, il ne doit pas être confondu avec Rawas, un saumon indien.

## Systématique
L'espèce Labeo rohita a été initialement décrite en 1822 par le zoologiste écossais Francis Buchanan-Hamilton (1762-1829) sous le protonyme de Cyprinus rohita.

## Répartition
Cette espèce est présente au Pakistan, au Népal, en Inde, au Sri Lanka, au Bangladesh et en Birmanie.

## Description
Labeo rohita peut mesurer jusqu'à 200 cm de longueur totale et peser jusqu'à 45 kg. Son espérance de vie maximale est de 10 ans.

## Santé
70 % des échantillons de rohu collectés sur des marchés locaux de Dacca, capitale du Bengladesh, étaient contaminés par du formol (carcinogénique) - une proportion de contamination 20 % plus importante que les quatre autres espèces de poissons les plus courantes analysées dans la même étude.

## Labeo rohitaet l'Homme
Ce poisson fait l'objet d'une aquaculture importante. En 2006 il tenait le 7e rang parmi les poissons les plus élevés dans le monde, à égalité avec la Catla.
Culinairement parlant, il est considéré comme un poisson blanc non gras.

## Étymologie
Son épithète spécifique, rohita, est présumé être un nom bengali local et ce dans la mesure où Hamilton avait pour habitude de reprendre les noms vernaculaires pour nommer les espèces décrites.